# Silvano Villa
Silvano Villa (Villasanta, 13 agosto 1951) è un ex calciatore italiano, di ruolo attaccante.

## Carriera
Figlio di una russa unitasi in matrimonio con un italiano prigioniero in un campo di concentramento di Lipsia, cresciuto calcisticamente nel Milan, fu inizialmente mandato all'Alessandria; tornato tra i rossoneri, fece il suo esordio in Serie A il 4 ottobre 1970, contro il Foggia. Attaccante rapido e veloce, dotato di buona elevazione e particolarmente adatto al contropiede, si distinse per generosità e dinamismo. Dopo due stagioni a Milano, in cui la squadra rossonera vinse la Coppa Italia 1971-72 e fu per due volte consecutive seconda in campionato e semifinalista in coppa UEFA, fu ceduto in prestito in A dapprima alla Sampdoria, segnando la sua unica rete proprio a San Siro contro i rossoneri, e poi allo stesso Foggia, quindi in Serie B all'Arezzo.
Nel campionato 1975-1976 tornò al Milan per una breve parentesi; chiuso da Egidio Calloni e Luciano Chiarugi, disputò solo tre partite, tra cui il derby di andata deciso da una sua rete, e alla fine della stagione lasciò Milano dopo aver disputato complessivamente 68 partite, con 19 gol segnati. Ceduto a titolo definitivo all'Ascoli, disputò con i bianconeri un'ottima stagione, realizzando 15 reti. Vestì poi le maglie di Cagliari e Pistoiese, per poi andare a chiudere nelle serie minori con Civitanovese, Lucchese e Derthona, squadra con cui chiuse l'attività agonistica.
In carriera ha totalizzato complessivamente 89 presenze e 18 reti in Serie A e 100 presenze e 26 reti in Serie B.
Conta 5 presenze nella nazionale Under-23 e 2 nell'Under-21 con una rete all'attivo.

## Palmarès

### Club
- Coppa Italia: 1

Milan: 1971-1972